# R. J. Reynolds Tobacco Company
R.J. Reynolds Tobacco Company или RJR — вторая по величине американская табачная компания.
Базируется в городе Уинстон-Сейлем, штат Северная Каролина. Была основана в 1874 году предпринимателем Ричардом Рейнольдсом. RJR опосредовано полностью является собственностью дочернего предприятия компании «Reynolds American Inc», которая в свою очередь, на 42 % принадлежит «British American Tobacco».

## История
Сын фермера, выращивающего табак в Вирджинии, Ричард Джошуа Рейнольдс «RJ», в 1874 году продал свои акции в компании своего отца в округе Патрик (штат Вирджиния) и отправился в ближайший город с железнодорожным сообщением, Уинстон-Сейлем, чтобы основать собственную табачную компанию. Он купил свое первое фабричное здание у Моравской церкви и основал «маленькую красную фабрику» с сезонными рабочими. В первый год он произвел 150 тыс. фунтов табака; к 1890-м годам производство увеличилось до нескольких миллионов фунтов стерлингов в год. Заводские здания компании были самыми большими зданиями в Уинстон-Сейлеме, с новыми технологиями, такими как паровая энергия и электрическое освещение. Второе основное здание фабрики было старейшей фабрикой Рейнольдса, которая все ещё стояла и была продана округу Форсайт в 1990 году.
В начале 1900-х годов Рейнольдс купил большинство конкурирующих табачных фабрик в Уинстон-Салеме. Компания производила 25 % американского жевательного табака. Курительный табак Prince Albert 1907 года стал национальным витринным продуктом компании, что привело к громкой рекламе на Юнион-сквер в Нью-Йорке. Сигарета «Кэмел» стала самой популярной сигаретой в стране. Компания Рейнольдса импортировала столько французской сигаретной бумаги и турецкого табака для сигарет «Кэмел», что Федеральное правительство США назначило Уинстон-Сейлем официальным портом въезда в Соединенные Штаты, несмотря на то что город находился в 200 милях (320 км) от побережья. К 1916 году Уинстон-Сейлем был восьмым по величине портом въезда в страну.
В 1917 году компания купила 84 акра (34 га) недвижимости в Уинстон-Сейлеме и построила 180 домов, которые она продала по себестоимости рабочим, чтобы сформировать застройку под названием «Рейнольдстаун».
К моменту смерти Рейнольдса в 1918 году (от рака поджелудочной железы), его компания владела 121 зданием в Уинстон-Сейлеме. Он был настолько неотъемлемой частью деятельности компании, что руководители не вешали портрет другого руководителя рядом с портретом Рейнольдса в зале правления компании в течение 41 года после его смерти. Брат Рейнольдса Уильям Нил Рейнольдс занял его место после смерти Ричарда, и шесть лет спустя Боуман Грей стал главным исполнительным директором. К тому времени Reynolds Co. был крупнейшим налогоплательщиком в штате Северная Каролина, выплачивая 1 доллар из каждых 2,50 долларов, уплаченных в виде подоходного налога в штате, и был одной из самых прибыльных корпораций в мире.
Успех Reynolds Co. в этот период также можно измерить одновременным успехом многих компаний Winston-Salem, которые получили большие объёмы бизнеса от Reynolds: Wachovia National Bank стал одним из крупнейших банков на юго-востоке, а юридическая фирма компании Womble Carlyle Sandridge & Rice стала крупнейшей юридической фирмой в Северной Каролине.
R. J. Reynolds Tobacco диверсифицировалась в другие области, покупая тихоокеанские гавайские продукты, производителей Гавайского пунша в 1962 году, Sea-Land Service в 1969 году и Del Monte Foods в 1979 году. Из-за диверсификации в 1970 компания изменила свое название на R. J. Reynolds Industries, Inc.
R. J. Reynolds Industries объединилась с брендами Nabisco в 1985 году, и название было изменено на RJR Nabisco в августе 1986 года. В 1987 году между несколькими финансовыми фирмами началась война за покупку RJR Nabisco. Наконец, фирма по поглощению прямых инвестиций Kohlberg Kravis and Roberts & Co (обычно называемая KKR) была ответственна за выкуп RJR Nabisco в 1988 году с привлечением заемных средств. Это было задокументировано в нескольких статьях в Wall Street Journal Брайаном Берроу и Джоном Хельяром. Эти статьи позже были использованы в качестве основы для бестселлера «Варвары у ворот: падение RJR Nabisco», а затем в телевизионном фильме. В результате в феврале 1989 года RJR Nabisco выплатила исполнительному директору Ф. Россу Джонсону 53 800 000 долларов США в рамках оговорки о золотом рукопожатии, крупнейшей такой сделке в истории на то время, в качестве выходного пособия за его согласие на поглощение KKR. Он использовал эти деньги, чтобы открыть свою собственную инвестиционную фирму RJM Group, Inc. В 1999 году RJR Nabisco отделилась от R. J. Reynolds Tobacco, которая начала торговать 15 июня как R. J. Reynolds Tobacco Holdings, Inc., а год спустя объявила, что купит Nabisco Group Holdings Inc., компанию, которая ранее была RJR Nabisco.
В 1994 году генеральный директор компании Джеймс Джонстон дал показания под присягой перед Конгрессом, заявив, что он не верит, что никотин вызывает привыкание. В 1998 году компания была частью Соглашения об урегулировании табачного дела с 46 штатами США, согласившись оплатить расходы на здравоохранение, связанные с курением, и ограничить рекламу в обмен на защиту от частных судебных исков.
В 1999 году R.J. Reynolds был выведен из RJR Nabisco. В том же году компания продала все свои операции за пределами США компании Japan Tobacco, которая превратила эти операции в свое международное подразделение JT International. Следовательно, любые сигареты марки Camel, Winston или Salem, продаваемые за пределами Соединенных Штатов, теперь фактически являются японскими сигаретами.
В 2002 году компания была оштрафована на 15 миллионов долларов за раздачу бесплатных сигарет на мероприятиях, посещаемых детьми, и на 20 миллионов долларов за нарушение Генерального соглашения 1998 года, которое ограничивало ориентацию на молодежь в рекламе табачных изделий.
В 2001—2011 годах Европейский Союз участвовал в трех гражданских исках против R.J. Reynolds в окружном суде Соединенных Штатов по Восточному округу Нью-Йорка, обвинив компанию в продаже сигарет на черном рынке наркоторговцам и бандитам из Италии, России, Колумбии и Балкан. Иски не увенчались успехом.
30 июля 2004 года R. J. Reynolds объединилась с американской компанией British American Tobacco (работающей под названием Brown & Williamson). В рамках сделки была создана новая материнская холдинговая компания Reynolds American Inc.
В мае 2006 года бывший вице-президент R. J. Reynolds по продажам Стэн Смит признал себя виновным по обвинению в мошенничестве с правительством Канады на 1,2 миллиарда долларов (CDN) в результате операции по контрабанде сигарет. Смит признался, что руководил операцией 1990-х годов, работая в RJR. Сигареты канадской марки контрабандой вывозились из Канады и обратно в Канаду или контрабандой вывозились из Пуэрто-Рико и продавались на чёрном рынке, чтобы избежать налогов. Судья назвал это самым крупным делом о мошенничестве в истории Канады.
С 2006 года R. J. Reynolds является объектом кампании Организационного комитета по сельскохозяйственному труду (FLOC), направленной на сокращение эксплуататорского характера его системы закупок табака. Цель FLOC — встретиться с руководителями Reynolds, производителями и работниками в рамках коллективных переговоров, чтобы улучшить оплату труда и условия жизни сельскохозяйственных работников. Хотя в системе закупок существует много уровней субподрядчиков, которые, по-видимому, освобождают Рейнольдса от ответственности, FLOC утверждает, что её руководители имеют возможность вносить изменения в систему благодаря своему богатству и огромной власти.
В 2010 году Reynolds American объявила, что компания закроет свои производственные заводы в Уинстон-Сейлеме, Северная Каролина и Пуэрто-Рико. Производство с этих заводов будет перенесено на завод Tobaccoville, Северная Каролина.
15 июля 2014 года Reynolds American согласилась купить табачную компанию Lorillard за 27,4 миллиарда долларов. Сделка также включала продажу брендов Kool, Winston, Salem и blu компании Imperial Tobacco за 7,1 миллиарда долларов.
В январе 2017 года Reynolds American согласилась на сделку стоимостью 49,4 миллиарда долларов, которую должна была взять на себя British American Tobacco. Сделка была завершена 25 июля 2017 года.

## Бренды
Бренды сигарет, которые производит R. J. Reynolds:
Newport, Camel, Doral, Eclipse, Kent и Pall Mall.
Бренды, которые все ещё производятся, но больше не получают значительной маркетинговой поддержки: Capri, Carlton, GPC, Lucky Strike, Misty, Monarch, More, Now, Old Gold, Tareyton, Vantage и Viceroy.
Снятые с производства бренды: Barclay, Belair и Real.
Компания также производит некоторые бренды с частными марками.
Пять брендов компании входят в десятку самых продаваемых брендов сигарет в Соединенных Штатах, и, по оценкам, каждая третья сигарета, продаваемая в стране, была произведена R.J. Reynolds Tobacco Company.
В 2010 году R. J. Reynolds приобрела права на бездымные табачные изделия Kodiak и Grizzly dip.

## Маркетинг, спонсорство и критика
С 1972 года R. J. Reynolds был титульным спонсором серии гонок NHRA Winston Drag Racing, серии Кубков NASCAR Winston Cup и, до 1993 года, IMSA Camel GT для спортивных автомобилей.
Спонсорство NHRA продолжалось до 2001 года, прежде чем новое правовое правило установило Генеральное мировое соглашение, ограничивающее R. J. Reynolds одним спонсорством спортивного мероприятия; в результате они выбрали NASCAR, который просуществовал до 2003 года.
Команда Формулы-1 «Lotus» спонсировалась Camel с 1987 по 1990 год.
Бренд RJR Winston был спонсором Чемпионата мира по футболу 1982 года (Испания), в то время как его «коллега» бренд Camel был спонсором Чемпионата мира по футболу 1986 года (США).
В конце 2005 года R. J. Reynolds открыл лаундж[уточнить] Marshall McGearty в районе Уикер-Парк в Уинстон-Сейлеме в рамках маркетинговой стратегии по продвижению бренда сигарет «суперпремиум» и противодействию местным запретам на курение в ресторанах и кафе, которые вступили в силу в 2006 году. По словам официальных лиц компании, лаундж, предлагающий тринадцать разновидностей эксклюзивных сигарет «ручной работы», а также алкоголь и «легкую еду», был «хорошо принят» в окрестностях и на целевом высококлассном рынке. С тех пор лаундж был закрыт из-за ограничений на курение в помещении в Северной Каролине.
Компания планировала открыть второе место в Уинстон-Салеме летом 2007 года, но отказалась от этих планов в течение нескольких недель после открытия, сославшись на растущее число ограничений на курение в общественных местах со стороны государственных и местных органов власти.

### Джо Кэмел
В 1987 году RJR воскресила талисман для своих сигарет Camel. Джо Кэмел, антропоморфный мультипликационный верблюд в солнцезащитных очках, был заявлен как уловка, чтобы соблазнить и заинтересовать несовершеннолетних курением. R. J. Reynolds утверждал, что «гладкий характер» Джо предназначался только для того, чтобы понравиться взрослым курильщикам.
Эта критика была подкреплена исследованием проведенным в 1991 году и опубликованным в Journal of the American Medical Association, которое показало, что больше детей в возрасте пяти и шести лет узнают Джо Кэмела, нежели чем Микки Мауса или Фреда Флинстоуна (по совпадению, образ Фреда Флинстоуна также когда-то использовался в качестве рекламы для продажи сигарет «Уинстон» R. J. Reynolds), и утверждало, что рекламная кампания Джо Кэмела была нацелена на детей, несмотря на утверждение R. J. Reynolds, что кампания была исследована только среди взрослых и была направлена только на курильщиков других брендов. В ответ на эту критику RJR учредила кампанию «Давайте очистим воздух от курения» — кампанию полностраничных рекламных объявлений, полностью состоящих из текста крупным шрифтом, в которой отрицались обвинения и заявлялось, что курение является «взрослым обычаем».